# 瞬間リアリティ
「瞬間リアリティ」（しゅんかんリアリティ）は、みみめめMIMIの楽曲。ユカが作詞・作曲を手掛けた。みみめめMIMIの2枚目のシングルとして2014年1月8日にASTRO VOICEから発売された。

## 背景
本曲は、映画『白魔女学園』のオープニングテーマに起用された。2013年の夏に『白魔女学園』の制作サイドからオファーを受け、その後『白魔女学園』を見た上でストックしていた楽曲のアレンジと歌詞の制作を急ピッチで行った。アレンジにはユカ自身の幼少時からのピアノの経験を反映するため、同楽器のパートを多くするよう依頼したという。
歌詞中の「ナイフ」というフレーズは当初ハサミだったものを『白魔女学園』のイメージに合わせるためナイフに変更したという。
タイトルは生きている瞬間が大事との思いから付けられたもので、歌詞中の「まるで止まらないメリーゴーランド」にもそれが反映されている。

## シングルリリース
2014年1月8日にASTRO VOICEから発売された。
販売形態は初回盤（AZZS-19）と通常盤（AZCS-2030）の2種リリースで、初回盤には本曲のPVを収録したDVDが同梱され、通常盤にはボーナス・トラックとしてドラマCD「白魔女学園 覚醒」が収録されている。ジャケットには光と闇を表現するためMIMIの白魔女バージョンが描かれている。
2曲目「蝶 〜Butterfly〜」は、大切な人のマイナスな部分をも肯定することを歌ったミドル調の曲で、ユカ自身への応援歌的な要素も含まれているという。なお制作はユカが某漫画に感銘を受けたことがきっかけであるという。
3曲目「センチメンタルラブ 〜Piano Version〜」は、ユカがかつて行っていた「センチメンタルラブ」の弾き語りを再現した曲で、自宅でMIDIを駆使しながら収録した。

## シングル収録内容

### 初回盤
| 全作詞・作曲: ユカ。 |                                          |           |            |                  |      |
| #                    | タイトル                                 | 作詞      | 作曲・編曲 | 編曲             | 時間 |
| 1.                   | 「瞬間リアリティ」                       | ユカ      | ユカ       | 湯浅篤、斎藤優輝 | 4:07 |
| 2.                   | 「蝶 〜Butterfly〜」                     | ユカ      | ユカ       | 湯浅篤           | 5:15 |
| 3.                   | 「センチメンタルラブ 〜Piano Version〜」 | ユカ      | ユカ       | 湯浅篤           | 4:58 |
| 4.                   | 「瞬間リアリティ（instrumental）」       | ユカ      | ユカ       |                  | 4:07 |
| 合計時間:            | 合計時間:                                | 合計時間: | 18:28      |                  |      |

| #  | タイトル                        | 作詞 | 作曲・編曲 |
| -- | ------------------------------- | ---- | ---------- |
| 1. | 「瞬間リアリティ」(Music Video) |      |            |

### 通常盤
| 全作詞・作曲: ユカ。 |                                               |           |            |                  |       |
| #                    | タイトル                                      | 作詞      | 作曲・編曲 | 編曲             | 時間  |
| 1.                   | 「瞬間リアリティ」                            | ユカ      | ユカ       | 湯浅篤、斎藤優輝 | 4:07  |
| 2.                   | 「蝶 〜Butterfly〜」                          | ユカ      | ユカ       | 湯浅篤           | 5:15  |
| 3.                   | 「センチメンタルラブ 〜Piano Version〜」      | ユカ      | ユカ       | 湯浅篤           | 4:58  |
| 4.                   | 「瞬間リアリティ（instrumental）」            | ユカ      | ユカ       |                  | 4:16  |
| 5.                   | 「ドラマCD 「白魔女学園 覚醒」」(Bonus Track) | ユカ      | ユカ       |                  | 16:01 |
| 合計時間:            | 合計時間:                                     | 合計時間: | 34:39      |                  |       |

## チャート
| チャート（2014年）                                 | 最高位 |
| -------------------------------------------------- | ------ |
| オリコン                                           | 54     |
| Billboard JAPAN Hot 100                            | 46     |
| Billboard JAPAN Hot Singles Sales                  | 51     |
| Billboard JAPAN Top Independent Albums and Singles | 18     |